# Rudolf Ramek
Rudolf Ramek, född 12 april 1881 i Teschen, Österrikiska Schlesien (idag Cieszyn, Polen), död 24 juli 1941 i Wien, var en österrikisk politiker. Han var Österrikes förbundskansler 1924–26.

## Biografi
Ramek deltog i första världskriget 1914–18. Han valdes 1919 till ledamot av konstituerande nationalförsamlingen, och var från det året fram till 1920 statssekreterare i Karl Renners regering. Från 1920 var han ledamot av nationalrådet, och 1921 var han inrikesminister i Ignaz Seipels regering.
Han var länge ledamot av Kristligt-sociala partiets styrelse. Åren 1924–26 var han österrikisk förbundskansler, på vilken post han fortsatte sin företrädare Ignaz Seipels politik. Efter sin tid som förbundskansler var han vice ordförande i nationalrådet från 1930 till 1933.